# بری‌ال
بری‌ال (به لاتین: Briel) یک منطقهٔ مسکونی در بلژیک است که در داندرموند واقع شده‌است.